# 望月昌賴
望月昌賴（生年不詳—卒年不詳）是日本戰國時代的武將。信濃國國人。
望月氏是滋野氏支流，與海野氏、根津氏一同被稱為滋野三家。

## 生平
生年不詳。天文11年（1543年），甲斐國的武田晴信（後來的信玄）制壓信濃諏訪郡，並在翌年（1544年）開始侵攻佐久郡、小縣郡。此時，與長窪城城主大井貞隆一同抵抗甲斐武田氏。同年9月19日，在長窪城被攻陷，貞隆被捕縛後（『高白齋記』），從本據望月城逃亡。
此後，投靠與貞隆同樣是岩村田大井氏的小諸城城主大井高政，逃到小諸（『天文13年高野山蓮華定院文書』），並在不久後出家。沒能復歸舊領，在天文14年（1546年）至翌年（1547年）的文書後，消息不明。
此後，望月氏庶流的望月源三郎、新六兄弟臣服於武田氏，望月氏的家督由源三郎繼承。

## 外部連結
- 武家家伝＿望月氏 （页面存档备份，存于）